# Insenatura Evans
L'insenatura Evans (in inglese Evans Cove) è un'insenatura della baia Terra Nova nella terra della regina Victoria, Dipendenza di Ross, in Antartide.
Localizzata ad una latitudine di 74° 53′ S ed una longitudine di 163° 48′ E, si estende per circa 5 km tra Inexpressible Island e capo Russell. 
Cartografata per la prima volta durante la spedizione Nimrod del 1907-09 è stata probabilmente intitolata da Ernest Shackleton al capitano F. P. Evans della Koonya che accompagnò la Nimrod in Antartide. Nell'area Victor Campbell e gli altri uomini del Northern Party della spedizione Terra Nova trascorsero forzatamente l'inverno del 1912.